# Louise Simonson
Louise Simonson, pseud. Weezie, właśc. Mary Louise Alexander (ur. 26 września 1946 w Atlancie) – amerykańska scenarzystka i redaktorka komiksowa. Najbardziej znana jest ze swojej pracy nad takimi tytułami komiksowymi jak Conan z Cymerii, Power Pack, X-Factor, New Mutants, Superman: Człowiek ze stali i Steel. Współtworzyła takie postacie komiksowe jak: Cable, Steel, Power Pack, Rictor, Doomsday i Apocalypse.

## Życiorys
W 1964, podczas nauki w Georgia State College, Louise poznała Jeffrey Catherine Jones, z którą zaczeła się spotykać. Para pobrała się w 1966, a w następnym roku urodziła się ich córka Julianna. Po ukończeniu studiów para przeprowadziła się do Nowego Jorku. Louise została modelką dla artysty Berniego Wrightsona na okładce komiksu DC Comics House of Secrets #92 (czerwiec–lipiec 1971), w którym pierwszy raz pojawiła się postać Potwora z Bagien. Po tym została zatrudniona przez McFadden-Bartell, wydawcę i dystrybutora magazynowego, gdzie pracowała przez trzy lata. W tym czasie rozstała się z Jeffrey Catherine Jones, ale jeszcze przez kilka kolejnych lat używała nazwiska Jones.
Louise poznała w 1973 autora komiksów i artystę Walta Simonsona, z którym zaczęła się spotykać w sierpniu 1974, a wzięła ślub w 1980.
W 1974 rozpoczęła swoją profesjonalną karierę komiksową w Warren Publishing. Awansowała ze stanowiska asystentki do starszego redaktora serii komiksowej (Creepy, Eerie i Vampirella), zanim opuściła firmę pod koniec 1979. Już w następnym roku rozpoczęła prace dla Marvel Comics, gdzie redagowała serie X-Men, New Mutants i Star Wars.
W 1991 zaczęła pisać dla DC Comics. Razem z rysownikiem Jonem Bogdanovem i redaktorem Mikem Carlinem wydali nowy tytuł Supermana, Superman: Człowiek ze stali (ang. Superman: The Man of Steel) — tytuł, który pisała przez osiem lat, aż do numeru 86 w 1999. W 1992, wraz z Mikem Carlinem i pisarzami Danem Jurgensem, Rogerem Sternem, Jerrym Ordwayem i Karlem Keselem, była jedną z osób odpowiedzialnych za fabułę Śmierć Supermana (ang. The Death of Superman), w której Superman umiera i zostaje wskrzeszony.
W kwietniu 2022 Simonson i jej mąż znaleźli się wśród ponad trzydziestu twórców komiksów, którzy przyczynili się do powstania antologii charytatywnej organizacji Operation USA, Comics for Ukraine: Sunflower Seeds, projektu kierowanego przez Scotta Dunbiera, redaktora ds. projektów specjalnych wydawnictwa IDW Publishing. Zyski ze sprzedaży przekazane na pomoc ukraińskim uchodźcom po rosyjskiej inwazji na Ukrainę w lutym 2022. Simonson połączyła siły z artystką June Brigman, aby stworzyć oryginalną historię z nowymi postaciami stworzonymi specjalnie na potrzeby antologii.
W latach 1993–2009 napisała pięć książek obrazkowych i jedenaście powieści dla nastoletnich czytelników, z których wiele zawierało postacie z komiksów DC. Dwie powieści YA, Justice League: The Gauntlet i Justice League: Wild at Heart wydane przez Bantam Books, zostały oparte na kreskówce Justice League. W 2008 Simonson wydała również powieść dla dorosłych Batman: Rycerz z Gotham City (ang. Batman: Gotham Knight) i non-fiction DC Comics Covergirls.
W 2023 napisała czteroczęściową miniserię Jean Grey dla Marvel Comics. W 2024 Marvel opublikował pięcioczęściową serię retro Power Pack: Into the Storm autorstwa Simonsona i June Brigman.